# Eching am Ammersee

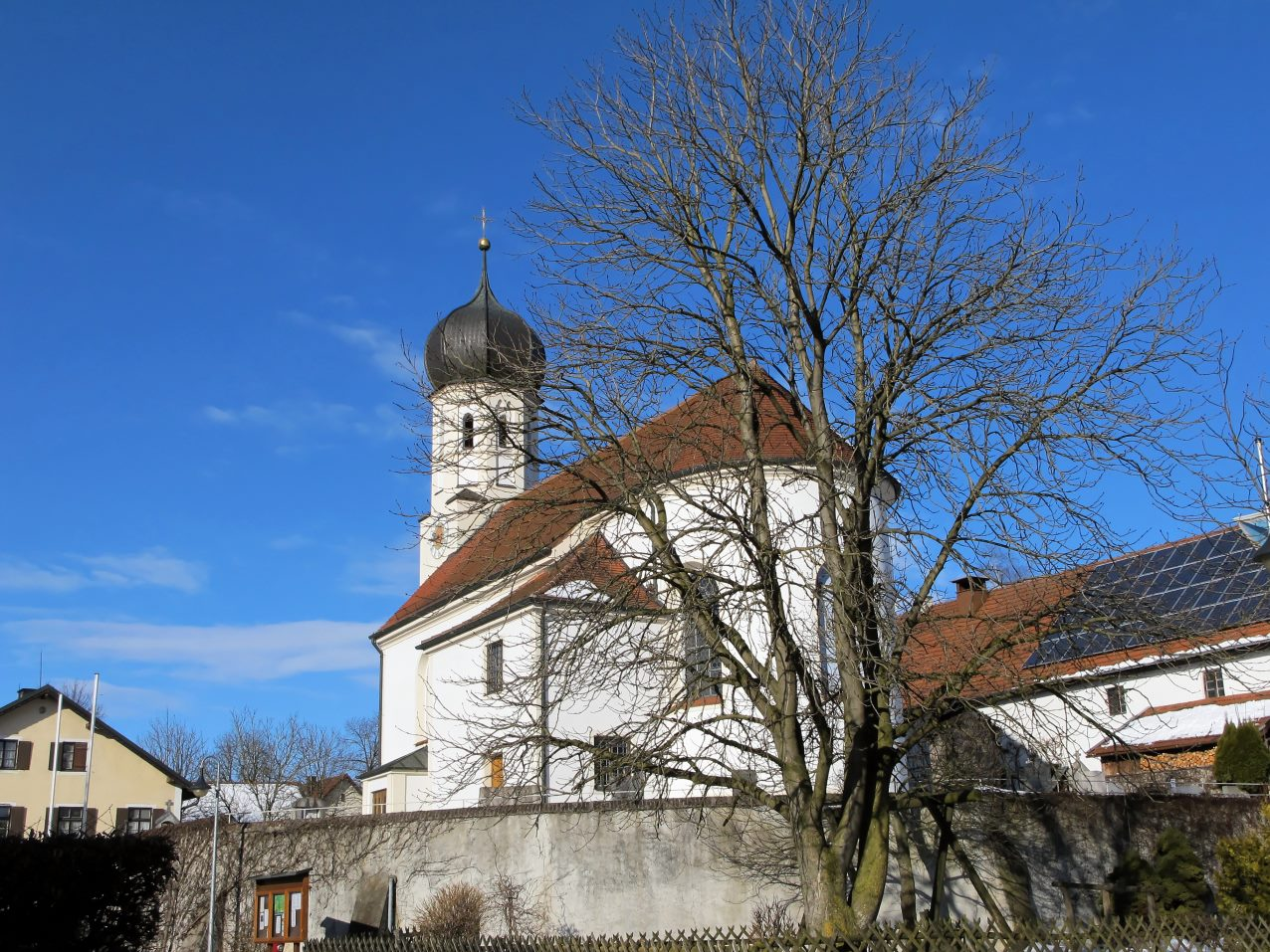
Pfarrkirche St. Peter und Paul

Eching am Ammersee ist eine Gemeinde im oberbayerischen Landkreis Landsberg am Lech. Die Gemeinde ist Mitglied der Verwaltungsgemeinschaft Schondorf am Ammersee.
Eching, das am nördlichen Rand des Ammersees liegt, grenzt direkt an das große Naturschutzgebiet Ampermoos und an das bewaldete Erholungsgebiet „Weingarten“ direkt am Ammersee an.

## Gemeindegliederung
Gemeindeteile sind das Pfarrdorf Eching am Ammersee und der Weiler Gießübl. Es gibt nur die Gemarkung Eching am Ammersee.

## Geschichte

### Bis zur Gemeindegründung
Erstmals erwähnt wird Eching 1065 als Ehingun, der Name leitet sich von dem Personennamen Echo ab.
Eching gehörte zum Kurfürstentum Bayern und war ein Teil der geschlossenen Hofmark Greifenberg der Freiherren von Perfall. Im Zuge der Verwaltungsreformen im Königreich Bayern entstand mit dem Gemeindeedikt von 1818 die heutige Gemeinde.

### Einwohnerentwicklung
- Zwischen 1988 und 2019 wuchs die Gemeinde von 1265 auf 1709 um 444 Einwohner bzw. um 35,1 %.

| Jahr      | 1970 | 1987 | 1991 | 1995 | 2000 | 2005 | 2010 | 2015 | 2018 | 2019 | 2021 | 2022 |
| --------- | ---- | ---- | ---- | ---- | ---- | ---- | ---- | ---- | ---- | ---- | ---- | ---- |
| Einwohner | 0749 | 1293 | 1350 | 1416 | 1477 | 1657 | 1653 | 1681 | 1729 | 1709 | 1704 | 1729 |

## Politik

### Gemeinderat
Die Sitzverteilung im Gemeinderat nach den Kommunalwahlen seit 2002:
| Jahr | Bürgerblock | CSU | CSU/Bürgerblock | Menschen für Menschen | gesamt | Wahlbeteiligung in % |
| ---- | ----------- | --- | --------------- | --------------------- | ------ | -------------------- |
| 2020 | 7           | 5   | –               | –                     | 12     | 77,1                 |
| 2014 | 9           | 3   | –               | –                     | 12     |                      |
| 2008 | –           | –   | 10              | 2                     | 12     | 67,3                 |
| 2002 | –           | –   | 11              | 1                     | 12     | 70,3                 |

### Bürgermeister
Ehrenamtlicher Erster Bürgermeister ist Siegfried Luge (* 1943, CSU). Er ist seit 1. Mai 1996 im Amt und lebensältester erster Bürgermeister/Oberbürgermeister einer kreisangehörigen Gemeinde in Bayern.

### Wappen
| Wappen von Eching am Ammersee | Blasonierung: „Gespalten; vorne in Blau ein wachsender goldener Abtstab, hinten dreimal wellenförmig schräggeteilt von Rot und Silber.“ |
| Wappen von Eching am Ammersee | Wappenbegründung: Der goldene Abtstab steht für das Stift Dießen, das bis zur Säkularisation 1803 grundherrschaftliche Rechte im Gemeindegebiet ausübte. Die dreifache Wellenschrägteilung entspricht dem Wappen der Herren von Greif auf Greifenberg, die von der zweiten Hälfte des 13. bis Ende des 14. Jahrhunderts das Echinger Dorfgericht innehatten. Das Gemeindegebiet gehörte über Jahrhunderte zur Hofmark Greifenberg. Dieses Wappen wird seit 1969 geführt. |

## Wirtschaft und Infrastruktur

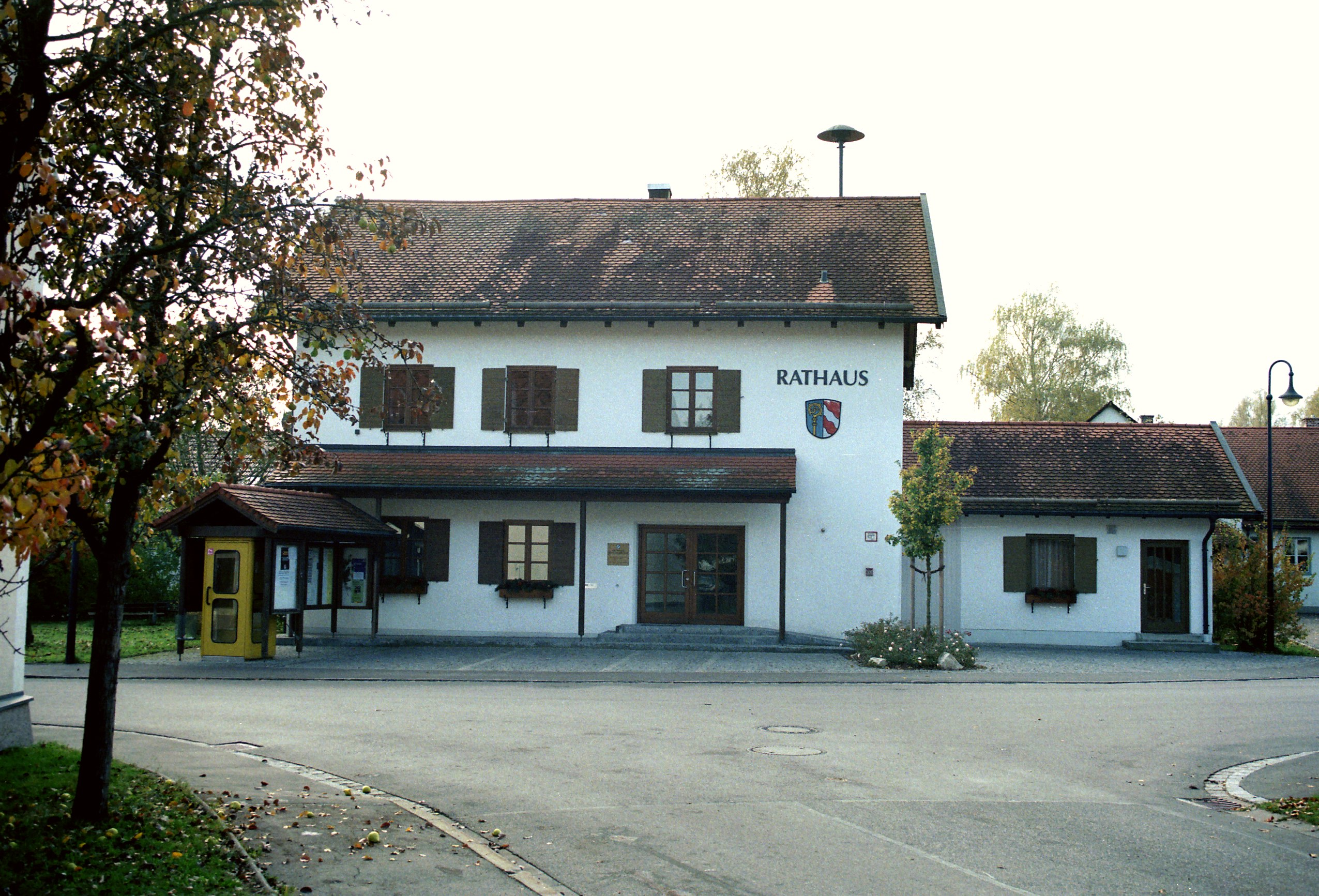
Rathaus

### Wirtschaft einschließlich Land- und Forstwirtschaft
2022 gab es 434 sozialversicherungspflichtig Beschäftigte am Arbeitsort, 659 sozialversicherungspflichtig Beschäftigte am Wohnort und 25 Arbeitslose. Im verarbeitenden Gewerbe gab es einen Betrieb, im Bauhauptgewerbe ebenfalls einen Betrieb. 2020 bestanden 8 landwirtschaftliche Betriebe mit einer landwirtschaftlich genutzten Fläche von 423 ha.
Die Gemeindesteuereinnahmen 2022 betrugen 32.318 T€, davon betrugen die Gewerbesteuereinnahmen (netto) 1.275 T€.
Östlich des Ortes befindet sich die Kläranlage Ammersee, die ab 1969 erbaut wurde und mittlerweile aus mehreren Absetzbecken besteht. Im Jahr 2024 wurde die deutschlandweit erste Photovoltaikanlage auf einem Klärteich eingerichtet. Sie soll ein Megawatt Strom pro Jahr produzieren.

### Freizeit und Einzelhandel
In den vergangenen Jahren entwickelte sich die Gemeinde sehr stark. Neben einem großen Sportzentrum verfügt sie nun über ein Einkaufs- sowie Gesundheitszentrum mit mehreren Fachärzten und seit 6. Oktober 2014 auch über eine Apotheke.
Alle fünf Jahre feiern mehrere Ortsvereine gemeinsam die Echinger Festwoche. Die für das Jahr 2020 geplante 10. Echinger Festwoche musste wegen der Covid-19-Pandemie zunächst verschoben werden und wurde schließlich abgesagt. Im Jahr 2025 soll wieder eine Festwoche stattfinden.

### Bildung
Es gibt folgende Einrichtungen (Stand: 2021):
- Kinderhaus (Krippe und Kindergarten) mit 88 Plätzen
- Volkshochschule Ammersee West

Aufgrund der Veränderungen der Schullandschaft, v. a. wegen sinkender Schülerzahlen in der Mittelschule, werden die Grundschüler des Schulverbandes Windach nun zentral im Windacher Schulkomplex unterrichtet. Daher gibt es seit 2009 keine Grundschule mehr in Eching. Das Echinger Schulgebäude wurde ab Anfang 2016 für einige Jahre als Flüchtlingsunterkunft genutzt. Nach einem anschließenden Komplettumbau, wurde das Gebäude 2025 als Begegnungszentrum wiedereröffnet.

## Baudenkmäler

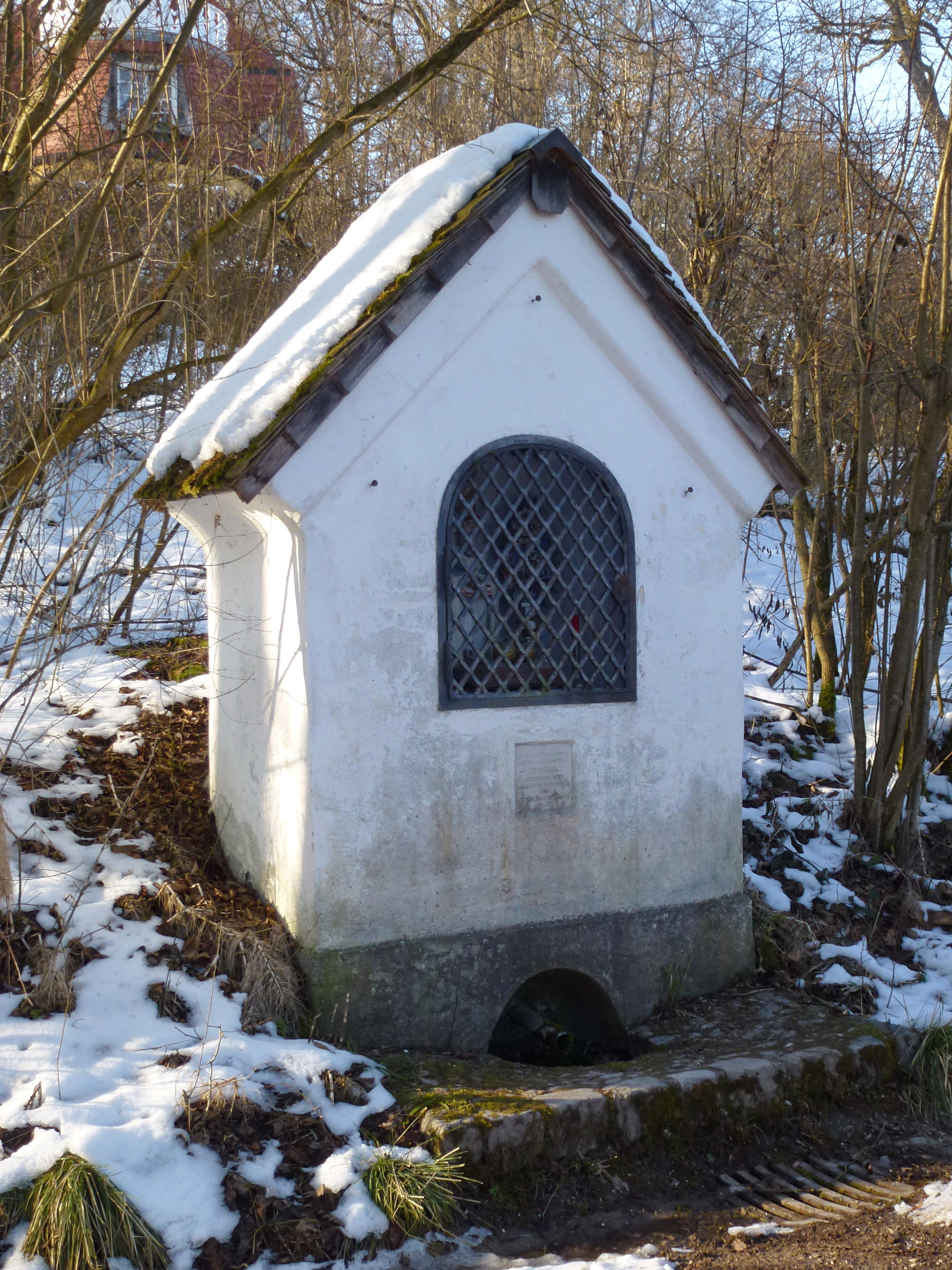
Bildhäuschen

## Sonstiges
Die beschauliche Gemeinde geriet durch die Entführung von Ursula Herrmann deutschlandweit ins Licht der Öffentlichkeit.
Thilo Bode, der Gründer und ehemalige Geschäftsführer der Verbraucherschutzorganisation Foodwatch, wurde 1947 in Eching am Ammersee geboren.
Der Schweizer Landschaftsmaler Hans Beat Wieland verbrachte viel Zeit in Eching am Ammersee und erbaute am Kaaganger um 1900, inspiriert von seinen Norwegen-Reisen, die sogenannte Wielands-Hütt (Norwegerhaus). Die Holzverkleidung ist in typischem ochsenblutrot und das Haus hat ein Grassodendach, eine in Skandinavien Jahrhunderte alte Tradition der Dachbegrünung. 2023 wurde das Gebäude nach jahrelangem Rechtsstreit abgerissen.